# Descàrrega amb barrera dielèctrica
Una descàrrega amb barrera dielèctrica és aquella que té lloc entre dos elèctrodes separats per un material aïllant elèctric (dielèctric). També és coneguda com a descàrrega silenciosa, parcial o de producció d'ozó. El primer a escriure sobre aquest fenomen fou Ernst Werner von Siemens l'any 1857.

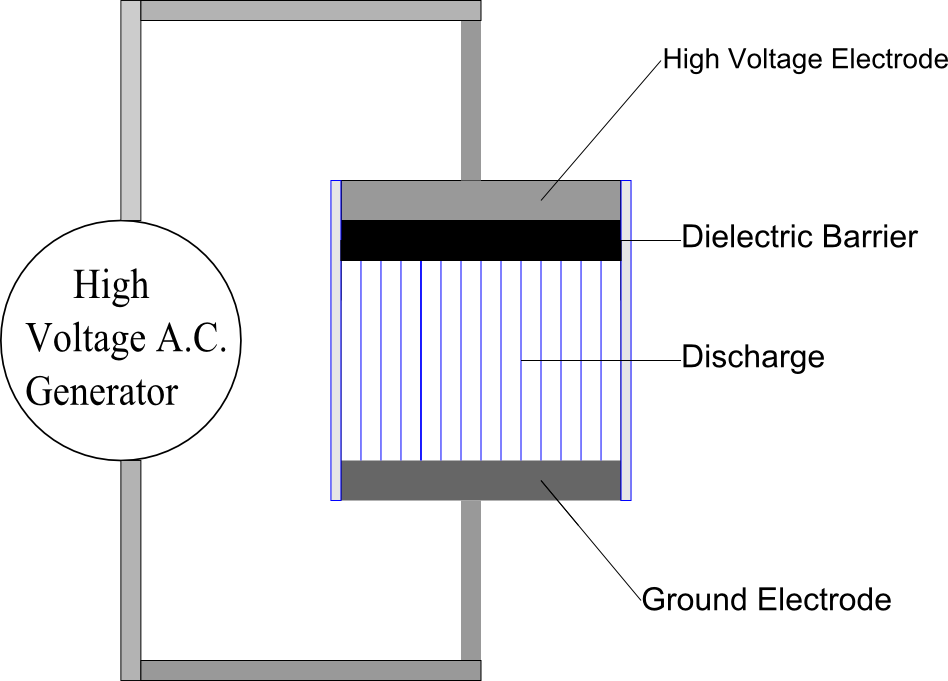
Esquema d'un generador de descàrrega amb barrera dielèctrica.

## Fonament físic
Quan a un medi dielèctric se li aplica un camp elèctric, les càrregues es redistribueixen dins els seus àtoms o molècules. Aquesta redistribució altera la forma del camp aplicat tant dins el material dielèctric com en el seu entorn.
Quan dues càrregues elèctriques es desplacen per un medi dielèctric, les forces d'interacció entre elles dues es redueixen, fet que dota aquest tipus de descàrrega amb una singularitat. Mitjançant la barrera dielèctrica es poden obtenir plasmes difosos i estables, on hi tenen lloc una multitud de micro-descàrregues, en comptes de generar-se un arc elèctric, millorant la seva utilitat en determinats processos. Per altra banda, aquest mètode aconsegueix minimitzar l'escalfament del càtode.